# Orgel der evangelischen Kirche Leun
Die Orgel der evangelischen Kirche Leun wurde 1808 von den  Brüdern Philipp Heinrich und Johann Georg Bürgy erbaut.

## Baugeschichte
Von den Vorgängerorgeln ist nur wenig bekannt. Als die Leuner Bürgerschaft 1680 eine neue Orgel anschaffen wollte, wurde ihr dies untersagt, da zunächst die Stadtmauer verbessert werden sollte.
Der Kaufpreis der heutigen Orgel wurde von einem in England zu Geld gekommenen Leuner gestiftet, wie noch heute eine Inschrift am Prospekt belegt.
Die Orgel hat für ihre vergleichsweise geringe Größe (aus heutiger Sicht) ein großes Klangspektrum dank der sehr verschiedenen Klangfarben der Register. 
Die Orgel erfuhr einige Umbauten: 1917 verlor sie ihre Prospektpfeifen, die im Krieg zu Munition eingeschmolzen wurden, wenige Jahre später die Zungenpfeifen Krummhorn und Posaune.
Nachdem einige Schäden notdürftig wiederhergerichtet waren, wurde die Orgel in den siebziger Jahren schließlich, entgegen hiervor warnender Gutachten, auf eine neue Empore im Seitenschiff versetzt. Ein Gutachten eines Sachverständigen verhinderte weitere Umbauten. Er stellte fest: „Es ist sehr zu empfehlen, diese Bürgy-Orgel wieder in den alten Stand zu bringen, da es sich hier um ein gutes Denkmalwerk handelt.“ Die Rekonstruktion der fehlenden Zungenregister erfolgte 2008 durch den Orgelbau Mebold (Siegen).

## Disposition seit 2008
| Manual C–f3                 |       |
| Bordun                      | 8′    |
| Salicional                  | 8′    |
| Flute traversière (Diskant) | 8′    |
| Prinzipal                   | 4′    |
| Flöte                       | 4′    |
| Cornett IV (Diskant)        | 4′    |
| Quinte                      | 2 ⁄3′ |
| Oktave                      | 2′    |
| Mixtur IV                   | 1′    |
| Krummhorn (B/D)             | 8′    |

| Pedal C–c1 |     |
| Subbass    | 16′ |
| Violonbass | 8′  |
| Fagott     | 16′ |
| Tremulant  |     |

- Koppeln: Pedal/Manual.
- Windablass (heute ohne Bedeutung).

## Technische Daten
- 13 Register
- Schleiflade
- Mechanische Traktur